# André Hahn
André Hahn (ur. 13 sierpnia 1990 w Otterndorfie) – niemiecki piłkarz występujący na pozycji pomocnika. Od 2018 zawodnik FC Augsburg.

## Kariera piłkarska
André Hahn karierę piłkarską rozpoczął w juniorach TSV Otterndorf. Potem występował w juniorach LTS Bremerhaven, Rot-Weiss Cuxhaven i FC Bremerhaven. Profesjonalną karierę rozpoczął w 2008 roku w rezerwach Hamburgera SV. W 2010 roku przeszedł do FC Oberneuland, w którym grał do 2011 roku. Następnie przeszedł do TuS Koblenz, gdzie grał zaledwie pół roku. Potem przez półtora grał w Kickers Offenbach.
W 2013 roku przeszedł do FC Augsburg, gdzie zadebiutował w Bundeslidze dnia 20 stycznia 2013 roku w wygranym 3:2 meczu wyjazdowym z Fortuną Düsseldorf. Pierwszą swoją bramkę w Bundeslidze strzelił w sezonie 2013/2014 w zremisowanym 2:2 meczu u siebie z Borussią Mönchengladbach dnia 27 września 2013 roku. Do tej pory w Bundeslidze rozegrał 38 meczów i strzelił 10 goli.
Latem 2014 roku przeszedł do Borussii Mönchengladbach za 2,25 miliona euro.

### Reprezentacja Niemiec
Świetna forma Hahna spowodowała, że trener reprezentacji Niemiec Joachim Löw powołał go na mecz towarzyski z reprezentacją Chile, który odbył się 5 marca 2014 roku na Mercedes-Benz Arena w Stuttgarcie.